# ディーン・セウェル
ディーン・セウェル（Dean Sewell、1972年4月13日 - ）は、ジャマイカの元サッカー選手。元ジャマイカ代表。ポジションはミッドフィールダー。

## 来歴
1993年7月に親善試合でジャマイカ代表デビュー。直後の1993 CONCACAFゴールドカップにも出場、3位となった。1998 FIFAワールドカップ・北中米カリブ海予選・最終予選では8試合に出場、史上初のワールドカップ出場権を獲得した。1998 FIFAワールドカップではメンバーに選ばれたが、出場機会は無かった。2000年までに44試合に出場、5得点をあげた。

## 代表歴

### 出場大会
- ジャマイカ代表
  - 1998 FIFAワールドカップ

### 試合数
- 国際Aマッチ 44試合 5得点（1993年-2000年）[1]

| ジャマイカ代表 | 国際Aマッチ | 国際Aマッチ |
| 年             | 出場        | 得点        |
| -------------- | ----------- | ----------- |
| 1993           | 7           | 0           |
| 1994           | 0           | 0           |
| 1995           | 0           | 0           |
| 1996           | 1           | 0           |
| 1997           | 23          | 4           |
| 1998           | 12          | 1           |
| 1999           | 0           | 0           |
| 2000           | 1           | 0           |
| 通算           | 44          | 5           |